# Desmodium confertum
Desmodium confertum är en ärtväxtart som beskrevs av Dc. Desmodium confertum ingår i släktet Desmodium och familjen ärtväxter. Inga underarter finns listade i Catalogue of Life.